# Openbravo
Openbravo – webowa aplikacja ERP typu open source, przeznaczona dla małych oraz średnich  przedsiębiorstw na licencji OPL (Openbravo Public Licence) opartej na Publicznej licencji Mozilli. Model programu był oryginalnie oparty na programie ERP Compiere, który również jest programem typu open source wypuszczonym na licencji GNU General wersja 2. Firma jest również członkiem Open Solutions Alliance, niedochodowej  organizacji pracującej nad standaryzacją open source. Program na dzień 24 czerwca 2008 był najaktywniej rozwijającą się aplikacją na Sourceforge. Centralą odpowiadającą za rozwój jest Openbravo, S.L. z siedzibą w Pampelunie, Hiszpania.

## Historia
Openbravo zostało opracowane przez Nicolasa Serrano i Ismaela Ciordia pracowników Engineering School Tecnum of the University of Navarra. W połowie lat 90. obydwaj byli zaangażowani w rozwój zarządzania na uniwersytecie. Podczas wykonywania swojej pracy użyli nowych technologii Internetowych i kiedy nadszedł czas, pojawili się z nowym rozwiązaniem dla aplikacji webowych. Ich idea została zrealizowana w nowej firmie Tecnicia (obecnie znana jako Openbravo) która została założona w sierpniu 2001 roku przez Serrano, Ciordia i Aguinaga. Produkt był nową strukturą dla świata ERP, nazywał się Openbrave ERP. W 2005 dwóch ekspertów zaczęło badać możliwości dla stworzenia nowego modelu biznesowego typu open source. Stali się on członkami firmy w 2006 roku.

## Przyszłość
Cechą Openbravo jest webowy interfejs, gdzie użytkownik może wyświetlić kompletny status firmy, włączając w to produkcję, magazyn, informacje o kliencie, śledzenie trasy wysyłki oraz informacje o przebiegu pracy. Jest możliwe zsynchronizowanie tych informacji z innymi aplikacjami wykorzystując do tego oparte na Javie Openbravo API. W Openbravo można również tworzyć i eksportować  raporty i dane do różnych formatów, takich jak PDF i Microsoft Excel. Jako że Openbravo jest aplikacją webową istnieje możliwość  dostępu do niej z każdego miejsca gdzie jest połączenie internetowe.
Tak jak to się dzieje w przypadku wszystkich projektów opensourcowych, kod źródłowy został opublikowany w kwietniu 2006 roku.

## Architektura programu
Architektura Openbravo bazowana na Compiere, opiera się na dwóch rozbudowanych strukturach (framework):
1. model-view-controller, w którym baza danych nie jest bezpośrednio obsługiwana przez użytkownika natomiast jest obsługiwana przez kontroler,
2. model-driven development, w którym są tworzone modele kodu, a kod stworzony przez użytkownika jest dodawany do aplikacji.

Te dwa modele pozwalają na integrację z innymi programami i prostymi interfejsami.
Struktura opiera się na modelu MCV.  Wizard for Application Development (WAD) generuje większość kodów automatycznie odnosząc się do Data Model Dictionary. „Silnik” ponownie kompiluje aplikacje gdy wprowadzone są modyfikacje przez administratora odpowiadające potrzebom użytkowników.
Aby uruchomić Openbravo musi być zainstalowany szereg aplikacji: platforma Java, serwer Apache Tomcat, Apache Ant i serwer bazy danych (Oracle lub PostgreSQL).